# Haus am Roten Siel – WJ Fisser

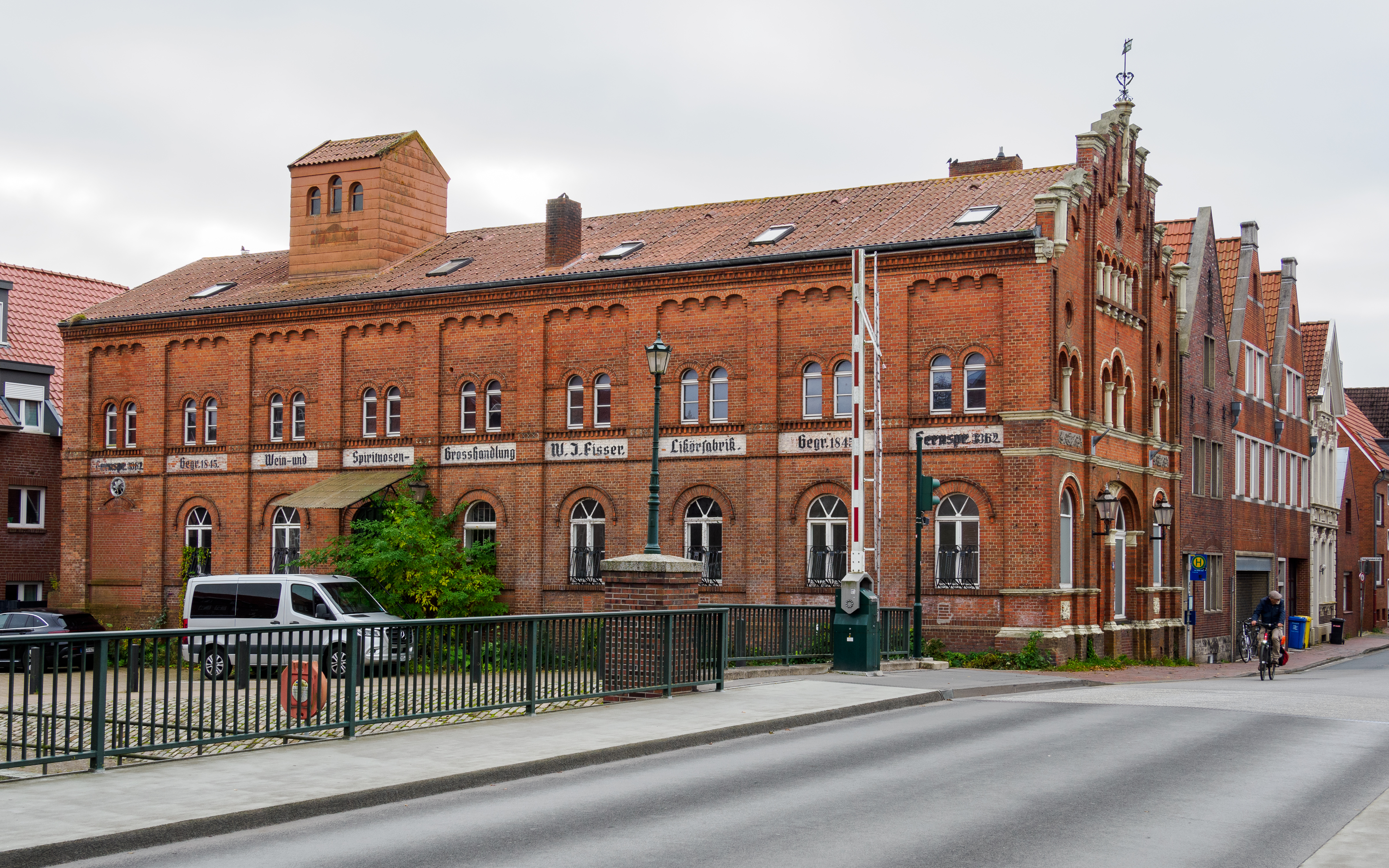
Haus am Roten Siel

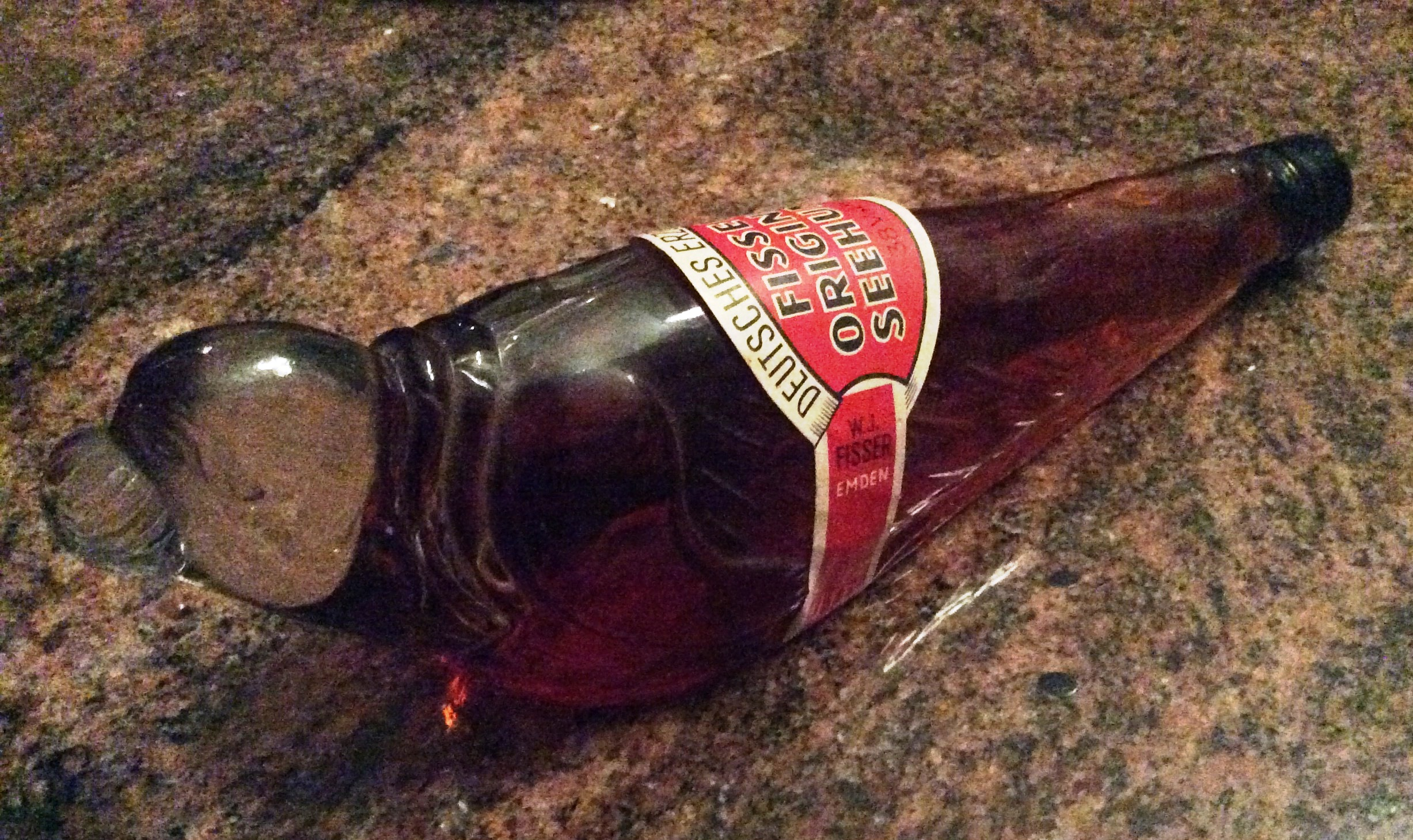
Likörflasche der WJ Fisser Emden in der Form eines Seehundes

Das  Haus am Roten Siel – WJ Fisser ist eines der ältesten noch in ursprünglicher Erscheinung existierende Gebäude der Seehafenstadt Emden in Ostfriesland.
Zwei Weltkriege überstand das Gebäude am Roten Siel, einem Ausläufer des Falderndelftes, im Stadtteil Klein-Faldern, unbeschadet. Am Südufer des Ems-Jade-Kanals, neben einem neuen exklusiven Emder Luxusquartier liegend, reiht es sich in die Reihe bauhistorisch bedeutender Gebäude der Stadt Emden ein, wie das unmittelbar gegenüberliegende Gödenser Haus und die am Beginn der Friedrich-Ebert-Straße liegende Neue Kirche, die älteste evangelisch-reformierte Kirche.
Bekannt wurde das Haus durch die im Jahre 1845 gegründete Weingroßhandlung und Likörfabrik der Firma W. J. Fisser. Davon zeugen noch heute neben den Rankenornamenten und steinernen Gesichtern, die Weintraubenornamente an der massiven Backsteinfassade.
Neben dieser denkmalgeschützten Fassade zeichnet das Haus die gründerzeittypischen preußischen Kappen aus, – achtzehn gemauerte Gewölbe je Etagendecke – welche eine gleichmäßige Lagertemperatur und ausreichend belastbare Böden gewährleisten sollten. Ein Produkt der auch als Likör Fabrik und Destillatie W. J. Fisser bekannten Firma ist ein Likör in einer Seehund-Flasche.
Nach der Geschäftsabwicklung am Standort Emden wurde das Gebäude zunächst als Möbelhaus weitergenutzt und schließlich zu Beginn des 21. Jahrhunderts von einem privaten Eigentümer übernommen, der es unter Wahrung des einzigartigen Charakters zu einem Wohn- und Kunstatelier entwickelte.